# Абэ, Сада
Сада Абэ (яп. 阿部 定 Абэ Сада, 28 мая 1905, Токио — не ранее 1970) — японская писательница и автор дневника, гейша, знаменитая тем, что в целях получения эротического удовольствия задушила своего партнёра Китидзо Исиду (яп. 石田 吉蔵 Исида Китидзо:) 18 мая 1936 года, а затем отрезала его пенис и яички, и носила их с собой в дамской сумочке. История стала национальной сенсацией в Японии, получила широкое освещение в прессе и начала обрастать мистическими подробностями. Она также легла в основу многочисленных произведений художников, философов, писателей и кинематографистов.

## Семья
Сада Абэ была седьмой из восьми детей Сигэёси и Кацу Абэ, в семье среднего класса из токийского пригорода Канда. Семья занималась производством татами. Из всех детей лишь четверо достигли зрелого возраста, Сада была самой младшей среди них. Отец Сады, Сигэёси Абэ, был родом из префектуры Тиба, и был приёмным ребёнком в семье, чей бизнес он впоследствии унаследовал. Ему было 52 года, когда родилась Сада. Из полицейского досье следует, что он был «достойным и честным человеком». Мать Сады Абэ, Кацу Абэ, несмотря на то, что характеризовалась знакомыми как эгоцентричная и экстравагантная, также не имела нареканий со стороны властей и полиции.

## Детство и юность
Сада Абэ родилась в 1905 году и, будучи младшей дочерью, пользовалась особым отношением матери, потакавшей её прихотям. Именно мать Сады поддержала её в намерении брать уроки пения и игры на сямисэне, занятий, в то время традиционно ассоциировавшихся с гейшами и проститутками, нежели классическими музыкальными занятиями. К гейшам относились как к гламурным знаменитостям, и очарованная их образами Сада сбегала из школы на занятия, а также наносила соответствующий макияж. Со временем семья столкнулась с проблемами, связанными с братом Сады, Синтаро, и сестрой Тэруко. В такие моменты Сада уходила из дома. В один из таких дней, когда Саде было 15 лет, она была изнасилована своим знакомым в доме общих друзей. Несмотря на поддержку со стороны родителей, Сада не ладила с семьёй. Из-за постоянных конфлистов Сада Абэ отправилась в школу гейш Иокогамы в 1922 году, родители надеялись, что таким образом она найдёт своё место в обществе. Току Абэ, старшая сестра Сады, заявляла позднее, что Сада мечтала стать гейшей. Однако сама Сада считала, что отец настоял на этом в наказание за беспорядочную половую жизнь.
Впечатление Сады Абэ о жизни гейш в корне изменилось уже вскоре после начала обучения. Чтобы стать звездой среди гейш, требовалось много труда, дисциплины, занятий с раннего детства и на протяжении многих лет. Она же стала матигэйся (яп. 町芸者), то есть квазигейшей, в обязанности которой входили лишь сексуальные утехи. Она проработала так пять лет, а затем заболела сифилисом. Поняв, что теперь её будут регулярно проверять и осматривать, Сада Абэ решила сменить профессию и найти лучше оплачиваемую работу, коей стала работа лицензированной проститутки.

## Начало 1930-х годов
Абэ начала работу в знаменитом районе Осаки Тобита, но вскоре уже заработала репутацию «проблемной» девушки. Она воровала деньги у клиентов, пыталась сбежать из борделя несколько раз, но её регулярно отлавливали и возвращали благодаря слаженной и хорошо организованной системе легальной проституции. Однако через два года ей всё-таки удалось сбежать, она оставила занятия проституцией и устроилась официанткой в кафе. Доходы от такой работы были невелики и не устраивали её. Через некоторое время она вновь вернулась к занятиям проституцией. В 1932 году она устроилась в нелегальный бордель в Осаке. В январе следующего года умерла мать Сады, и она отправилась в Токио навестить отца и могилу матери. В Токио же она присоединилась к местному рынку проституток и впервые стала платной любовницей. В 1934 году серьёзно заболел её отец, и она кропотливо ухаживала за ним в течение десяти дней вплоть до его смерти.
В октябре 1934 года Саду арестовала полиция во время рейда по нелегальным борделям. Через влиятельных друзей владельца борделя женщин удалось освободить. В этом, в частности, помог Кинносукэ Касахара, которому очень нравилась Абэ. Вскоре она стала его любовницей. 20 декабря 1934 года Касахара купил ей дом и стал снабжать её деньгами. В показаниях, которые он впоследствии давал полиции, он заявлял следующее: 

Она была сильной и властной женщиной. Несмотря на то, что я достаточно искушённый человек, ей удавалось поражать меня. Она не успокаивалась, пока мы не занимались этим дважды, трижды или четырежды за ночь. Она требовала, чтобы мои руки постоянно находились в её интимных местах всю ночь… Поначалу это было здорово, но через пару недель меня это утомило.
Оригинальный текст (англ.)She was really strong, a real powerful one. Even though I am pretty jaded, she was enough to astound me. She wasn't satisfied unless we did it two, three, or four times a night. To her, it was unacceptable unless I had my hand on her private parts all night long... At first it was great, but after a couple of weeks I got a little exhausted— Кинносукэ Касахара 
Письменные показания под присягой
Когда Сада Абэ предложила Касахаре бросить жену и жениться на ней, он отказался. Тогда она попросила у Касахары согласия завести другого любовника, но и в этом он ей отказал. После этого их отношения прекратились, и Сада сбежала от него в Нагою. Свои показания об Абэ Касахара завершил такой ремаркой: «Она шлюха и потаскуха. И из того, что она сделала, становится очевидным, что мужчинам её следует опасаться». Сада Абэ, в свою очередь, отзывалась о нём в не менее резких выражениях: «Он не любил меня и обращался со мной, как с животным. Он мерзавец, который валялся у меня в ногах, как только я заявила, что нам следует расстаться».
В Нагое в 1935 году она снова решила покинуть секс-индустрию. Она устроилась официанткой в ресторан. Вскоре у неё начался роман с одним из клиентов ресторана по имени Горо Омия, профессором и банкиром, который собирался стать членом японского парламента. Понимая, что в ресторане не будут приветствоваться сексуальные отношения официантки с клиентами, она покинула Нагою и вернулась в Токио. Омия нашёл её в Токио и предложил ей получить финансовую независимость, открыв собственный ресторан. Он также оплатил её лечения на курорте Кусацу, где она лечилась от сифилиса с ноября 1935 года по январь 1936 года. По совету Омии Сада Абэ решила наняться стажёром в ресторан и начать движение в ресторанном бизнесе.

## Знакомство с Китидзо Исидой
Вернувшись в Токио, Сада Абэ нанялась стажёром в ресторан «Ёсида-я» 1 февраля 1936 года. Владельцем заведения был Китидзо Исида, которому в тот момент было 42 года. Он также начинал стажёром, а «Ёсида-я» был открыт им в 1920 году в токийском пригороде Накано. Когда Абэ устроилась в ресторан, Исида уже слыл дамским угодником и практически не занимался самим рестораном, которым уже давно заправляла его жена.
Вскоре после того, как она устроилась к нему в ресторан, Исида стал оказывать ей знаки внимания. Поскольку Омия не удовлетворял Абэ в сексуальном смысле, она отдалась Исиде. Их связь началась в ресторане, в середине апреля; антуражем служила романтическая музыка, которую исполняла гейша. 23 апреля 1936 года Исида и Абэ договорились о встрече в чайном домике в пригороде Сибуя. Первоначально запланировав короткое свидание, они провели в постели четыре дня. В ночь на 27 апреля 1936 года они перебрались в другое местечко, чайный домик в отдалённом районе Футако-Тамагава. Там они продолжали выпивать, заниматься любовью и слушать песни гейш. Как утверждалось, они не прерывались, даже когда в комнату входили служанки, чтобы убрать со стола. Затем они продолжили свой любовный марафон в пригороде Огу. Исида не появлялся в ресторане вплоть до утра 8 мая 1936 года. Сада Абэ так позднее отзывалась о своём любовнике:

Трудно даже и объяснить, что было столь привлекательным в Исиде. Но было совершенно невозможно сказать о нём ничего плохого, о том, как он выглядел, каким любовником он был, как выражал свои чувства. Я никогда раньше не встречала такого сексуального мужчину.
Оригинальный текст (англ.)It is hard to say exactly what was so good about Ishida. But it was impossible to say anything bad about his looks, his attitude, his skill as a lover, the way he expressed his feelings. I had never met such a sexy man. — Из показаний Сады Абэ
После разрыва Абэ впала в депрессию и стала много пить. Она утверждала, что именно с Исидой впервые познала любовь, а мысль о том, что он вернулся к своей жене, заставляла её ревновать. Примерно за неделю до совершения убийства Абэ начала его обдумывать. 9 мая 1936 года Сада Абэ была на представлении, в котором гейша нападает на своего любовника с огромным ножом. После увиденного Абэ решила пригрозить Исиде ножом на их следующем свидании. 11 мая 1936 года она продала часть своей одежды и на вырученные деньги приобрела кухонный нож и суши. Позднее Абэ так описывала встречу с Исидой: 

Я выхватила нож из своей сумки и пригрозила ему, как это было сделано в увиденном мною спектакле, приговаривая: Кити, ты надевал это кимоно для своей любимой клиентки. Я убью тебя за это. Исида опешил, сделал шаг назад, но всё это ему явно понравилось.Оригинальный текст (англ.)I pulled the kitchen knife out of my bag and threatened him as had been done in the play I had seen, saying, 'Kichi, you wore that kimono just to please one of your favorite customers. You bastard, I'll kill you for that. Ishida was startled and drew away a little, but he seemed delighted with it all...— Из показаний Сады Абэ

## Убийство

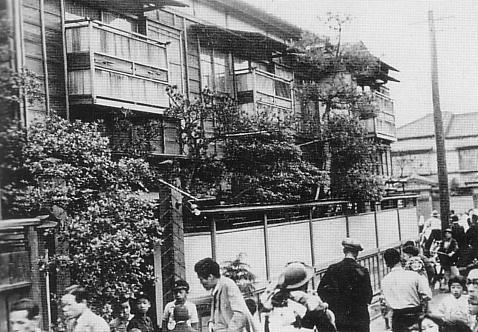
Место преступления, 20 мая 1936

Исида и Абэ вернулись в Огу, где и оставались до его смерти. Во время любовных утех Сада Абэ поднесла нож к основанию его пениса и сказала, что сделает так, чтобы он не встречался с другими женщинами. На это Исида рассмеялся. Через две ночи их сексуального марафона Абэ начала придушивать Исиду, он просил её продолжать, поскольку это доставляло ему удовольствие. Она также позволила ему делать то же с собой. Вечером 16 мая 1936 года Абэ использовала свой пояс (оби), чтобы придушить Исиду во время оргазма, и им обоим это понравилось. Они продолжали это ещё в течение двух часов. В очередной раз, когда Абэ убрала пояс и перестала душить его, лицо Исиды исказилось от боли. Затем Исида принял около 30 таблеток успокоительного средства бромизовал, дабы облегчить боль. Согласно утверждениям Абэ, когда Исида начал засыпать, то попросил её: «Обмотай пояс вокруг моей шеи и затяни его, когда я буду спать, хорошо? Если начнёшь душить меня, то не останавливайся, потому что потом очень больно». Абэ решила, что он хочет, чтобы она его убила, но сочла это шуткой.
Около двух часов ночи 18 мая 1936 года, когда Исида спал, она обмотала свой пояс дважды вокруг его шеи и задушила его насмерть. Позднее она сказала полиции, что 

После того, как я убила Исиду, я почувствовала облегчение, как если бы непосильный груз был снят с моих плеч. Я ощутила полную чистоту. Оригинальный текст (англ.)After I had killed Ishida I felt totally at ease, as though a heavy burden had been lifted from my shoulders, and I felt a sense of clarity— Из показаний Сады Абэ
Сада Абэ пролежала рядом с телом Исиды несколько часов. Затем она отрезала его гениталии кухонным ножом, завернула в газету и хранила их до своего ареста тремя днями позже. Она нацарапала своё имя на его руке, а также кровью написала на простынях «Сада и Кити вместе» (яп. 定吉二人きり Сада, Кити футари-кири). Затем на его левой руке она вывела иероглиф 定, обозначающий её имя, Сада. Затем она надела его бельё и покинула номер гостиницы примерно в 8 утра, предварительно попросив персонал не беспокоить Исиду. На вопрос полиции, зачем она отрезала его гениталии, она ответила: «Потому, что не могла взять его тело или голову с собой. Я хотела взять частичку его тела, которая возбуждала самые яркие и живые воспоминания».
Сбежав из гостиницы, Абэ встретилась с Горо Омией. Она многократно извинялась перед ним, и, не подозревая о совершённом убийстве, Омия решил, что она извиняется за то, что завела любовника на стороне. Абэ извинялась за разрушение его политической карьеры, которое неминуемо произойдёт, когда обнаружится их связь. 19 мая 1936 года история получила широкое освещение в прессе. Карьера Омии рухнула, а жизнь Абэ подверглась пристальному изучению и обсуждению в обществе.

## «Страсти вокруг Сады Абэ»
История незамедлительно была подхвачена всеми японскими СМИ и стала национальной сенсацией, а начавшееся безумие вокруг поиска Сады Абэ в конечном итоге получило название «Страсти вокруг Сады Абэ» (англ. Abe Sada panic). Полиция получала сведения о местонахождении Сады Абэ из самых разных городов Японии, а одно такое ложное донесение чуть не привело к массовым беспорядкам в квартале Гиндза, вызвав огромный затор на дорогах.
19 мая 1936 года Абэ отправилась за покупками и в кино. Она остановилась в гостинице района Синагава, где провела 20 мая, написав несколько прощальных писем в адрес Омии, друзей и Исиды. Она планировала совершить самоубийство через неделю после убийства, занималась некрофилией. 

Я сроднилась с пенисом Исиды и думала, что смогу умереть только, когда тихо и спокойно попрощаюсь с ним. Я развернула бумагу и рассматривала пенис и мошонку. Я брала его пенис в рот и даже пыталась вставить в себя… Тогда я решила лететь в Осаку, взяв с собой пенис Исиды. В конце концов я спрыгну с обрыва горы Икома (яп. 生駒山 Икома-яма), сжимая пенис в руках.Оригинальный текст (англ.)I felt attached to Ishida's penis and thought that only after taking leave from it quietly could I then die. I unwrapped the paper holding them and gazed at his penis and scrotum. I put his penis in my mouth and even tried to insert it inside me... Then, I decided that I would flee to Osaka, staying with Ishida's penis all the while. In the end, I would jump from a cliff on Mount Ikoma while holding on to his penis— Из показаний Сада Абэ
.
В 4 часа дня, усомнившись в вымышленном имени, под которым Абэ зарегистрировалась в гостинице, полицейские вошли в её номер. Она призналась, что на самом деле является Садой Абэ, и предъявила гениталии Исиды в качестве доказательства.
Абэ арестовали и допрашивали больше восьми раз. Следователей поразил ответ Сады Абэ на вопрос о причинах, побудивших её убить Исиду. «Её глаза загорелись странным светом, она пришла в состояние возбуждения и ответила»:

Я так его любила, я хотела заполучить его всецело. Но поскольку мы не были мужем и женой, то пока он был жив, он мог оказаться в объятиях других женщин. Я знала, что если убью его, то никакая другая женщина уже к нему не притронется. Вот я и убила его…Оригинальный текст (англ.)I loved him so much, I wanted him all to myself. But since we were not husband and wife, as long as he lived he could be embraced by other women. I knew that if I killed him no other woman could ever touch him again, so I killed him...— Из показаний Сады Абэ
Сравнивая это преступление со многими другими аналогичными убийствами в Японии, по мнению Уильяма Джонстона, автора книги «Гейша, блудница, душительница, звезда: Женщина, секс и мораль в современной Японии», именно этот ответ отличает Саду Абэ от прочих убийц, и именно это заявление так взбудоражило всю нацию. Марк Шрайбер, автор книги «Тёмная сторона: Знаменитые преступления и преступники Японии», посвятил Абэ раздел «Госпожа Сада на службе у благодарной нации». Он отмечает, что инцидент с Садой Абэ произошёл как раз тогда, когда японские СМИ усиленно муссировали политические и военные проблемы, включая путч молодых офицеров, а также надвигающуюся войну с Китаем. Он предполагает, что подобный сексуальный скандал переключил внимание общества и отвлёк от тягот политической и военной обстановки. Эта история также пришлась по душе последователям эротического гротескного течения в японском искусстве — эрогуро.
Когда подробности преступления были обнародованы, появились слухи, что пенис Исиды был выдающихся размеров. Однако офицер полиции, который допрашивал Саду Абэ после ареста, опроверг слухи, заявив, что «он был самого обычного размера. Абэ сказала, что не размер делает мужчину мужчиной в постели. Техника и желание доставить удовольствие — вот что мне нравилось в Исиде».
После ареста отрезанный пенис и яички Исиды были отправлены в медицинский колледж Токийского университета и выставлены на публичное обозрение в конце Второй мировой войны, но вскоре после этого исчезли.

## Обвинительный приговор
Суд над Садой Абэ начался 25 ноября 1936 года, и уже к пяти часам утра вокруг здания суда начала собираться толпа. Судья, председательствовавший в судебном заседании, признался, что во время обсуждения некоторых подробностей дела он испытывал эрекцию, однако старался рассматривать дело со всей серьёзностью. Показания Абэ перед оглашением приговора начинались словами «Больше всего в этой истории я жалею о том, что была непонята, как какая-нибудь сексуальная извращенка. Такого, как Исида, мужчины никогда не было в моей жизни, были мужчины, которые мне нравились, с которыми я спала не за деньги, но ни один не заставлял меня чувствовать что-либо подобное тому, что я испытывала к Исиде».
21 декабря 1936 года Саду Абэ признали виновной в убийстве второй степени и расчленении трупа. Несмотря на то, что прокурор требовал осудить её на десять лет, а сама Абэ просила для себя смертной казни, её приговорили к шести годам тюремного заключения. Сада Абэ была определена в женскую колонию в городе Тотиги, где она стала заключённой номер 11. 10 ноября 1940 года по случаю 2600-летия восхождения на трон Императора Дзимму, формального основателя и первого императора Японии, приговор Абэ был смягчён и она была амнистирована и отпущена на свободу ровно через пять лет после совершённого ею преступления — 15 мая 1941 года.
Полицейские допросы и показания Сады Абэ стали национальным бестселлером в Японии в 1936 году. Профессор Кристина Марран связывает такое восхищение историей Сады Абэ с появившимся в 1870-е годы и ставшим популярным в японской литературе стереотипом «коварной женщины», в японской практике для них применим термин «докуфу» (яп. 毒婦, дурная женщина, буквально «ядовитая»). В конце 1890-х годов появились мемуары и автобиографии женщин-преступниц, с признанием в преступлениях. Профессор Марран, однако, отмечает, что, в отличие от предыдущих признательных автобиографических книг, Абэ делала упор на свою сексуальность и любовь, которую она испытывала к жертве.

## Поздние годы
После освобождения из тюрьмы Абэ сменила имя. Будучи любовницей «серьёзного человека», которого в своих мемуарах она называла «Y», она обосновалась в префектуре Ибараки, а позднее в Сайтаме. Когда родственникам и друзьям «Y» стало известно, кем на самом деле является Абэ, он разорвал с ней всякие отношения.
Стремясь отвлечь внимание публики от политики и критики властей, правительство Сигэру Ёсиды открыто поддержали политику «Трёх C» — спорт, секс и кино. Такой пересмотр предвоенных ценностей и цензуры позволил опубликовать ранее запретные по морально-нравственным основаниям материалы, а также сменить тональность литературы о Саде Абэ. Так, предвоенное произведение «Психологический диагноз Сады Абэ» (1937) характеризовало её как образчик опасной и необузданной женской сексуальности, представляющей опасность патриархальной системе ценностей. В послевоенную эпоху она уже воспринималась как критик тоталитарности, символ свободы от угнетающей политической идеологии. Японский писатель Сакуносукэ Ода написал об Абэ два рассказа, а в июне 1949 года вышла статья о том, как Абэ пытается вернуть себе честное имя и очистить его от многочисленных упоминаний в «горах» эротической литературы.
В 1946 году писатель Анго Сакагути взял у Абэ интервью, рассматривая её мнение как авторитетное в области сексуальности и свободы. В 1947 году была опубликована книга «Эротические признания Сады Абэ» (англ. The Erotic Confessions of Abe Sada), ставшая бестселлером и разошедшаяся тиражом более 100 000 экземпляров. Книга оформлена в виде интервью Сады Абэ, однако основана на показаниях Абэ, данных ею в полиции. Абэ была раздосадована тем, что автор книги, Итиро Кимура, представил всё так, как будто она дала ему интервью. Сада судилась с ним, обвинив писателя в клевете и очернении репутации. Результат судебного разбирательства не известен, предполагается, что дело было решено во внесудебном порядке. Как своеобразный ответ этой книге, Сада Абэ написала собственную автобиографию, «Мемуары Сады Абэ». В отличие от книги Кимуры, который обрисовал её сексуальной извращенкой, в своих мемуарах она основное внимание уделяла своей любви к Исиде. В первом издании журнала «Правдивая история» (яп. 実話 дзицува), вышедшем в январе 1948 года, были опубликованы не печатавшиеся ранее фотографии места преступления под заголовком «Эрогуро века! Публикуется впервые. Фотографии с места преступления Сады Абэ». Полностью сменив тональность в отношении любых публикаций о Саде Абэ, журнал Monthly Reader называет её героиней своего времени, за собственные устремления во времена «фальшивой морали» и репрессий.
В 1969 году Абэ появилась в разделе «Sada Abe Incident» фильма японского режиссёра-документалиста Тэруо Исии, который снял фильм «История странных преступлений, совершённых женщинами». Последняя известная фотография Абэ была сделана в августе того же года. Она исчезла и навсегда перестала появляться на публике в 1970 году. Когда в середине 1970-х годов режиссёр Нагиса Осима задумал фильм «Империя чувств» и решил найти Абэ, то после долгих поисков обнаружил её с обритой головой в буддистском монастыре в районе Кинки.

## Наследие
Через десятки лет после самого преступления и после её таинственного исчезновения Сада Абэ продолжает вызывать интерес. Помимо документального фильма, в котором Абэ появилась самолично незадолго до исчезновения, в прокат вышли как минимум три успешных кинокартины, рассказывающих её историю. В 1998 году вышло новое издание автобиографии Абэ — 438-страничный том на японском языке. Первая книга о ней на английском языке вышла в 2005 году — биографическое исследование Уильяма Джонстона «Гейша, блудница, душительница, звезда: Женщина, секс и мораль в современной Японии».
В 2003 году газета «Майнити симбун» публиковала рассказ об Аканэ Макисэ, стриптизёрше, которая создавала кукол в форме пениса и называла их «Тинкити», производное от японского слова, обозначающего пенис, и Кити по имени Китидзо Исида.
В марте 2007 года австралийская группа Abe Sada из города Перт, играющая в стиле нойз-рок, выиграла грант, предоставляемый Австралийским департаментом культуры и искусства на проведение тура по Японии в июне-июле 2007 года.

## Сада Абэ в литературе
Жизнь и судьба Сады Абэ нашли отражения во многочисленных художественных произведениях современных писателей и психологических исследованиях:
- Abe, Sada. «Memoirs of Abe Sada: Half a Lifetime of Love». — Tokyo: Chuokoron sha, 1948.
- Funabashi, Seiichi. «A Record of Abe Sada's Behavior». — 1947.
- Fuyuki, Takeshi. «Woman Tearstained in Passion—The Life Led by Abe Sada». — 1947.
- Kimura, Ichiro. «The Erotic Confessions of Abe Sada». — Tokyo: Kawade Shobo Shinsha, 1947.
- Nagata, Mikihiko. «True Story: Abe Sada». — 1951.
- Oda, Sakunosuke. «The State of the Times». — 1946. — рассказ
- Oda, Sakunosuke. «The Seductress». — 1947. — рассказ
- Satō, Makoto. «Abe Sada's Dogs». — авангардная пьеса
- Sekine, Hiroshi. «Abe Sada». — 1971. — поэма
- Tōkyō Seishin Bunsekigaku Kenkyōjo. «The Psychoanalytic Diagnosis of Sada Abe». — 1937.
- Watanabe, Junichi. «A Lost Paradise». — Kodansha, 1997.

## Сада Абэ в кинематографе
История Сады Абэ легла в основу многочисленных фильмов, игровых и документальных:
- 1969 — документальный фильм «История странных преступлений, совершённых женщинами», реж. Тэруо Исии.
- 1975 — художественный фильм «Женщина по имени Сада Абэ», реж. Нобору Танака[14].
- 1976 — художественный фильм «Империя чувств», реж. Нагиса Осима[15].
- 1983 — художественный фильм Sexy doll: Abe Sada sansei, реж. Такаси Сугано[16]
- 1998 — художественный фильм «Сада», реж. Нобухико Обаяси[17].
- 1999 — художественный фильм Heiseiban: Abe Sada: Anta ga Hoshii, реж. Сати Хамано
- 2008 — художественный фильм «Йонен: Любовь Сады» (Johnen: Love of Sada), реж. Рокуро Мотидзуки